# Amt Wustermark
Das Amt Wustermark war ein 1992 gebildetes Amt in Brandenburg, in dem zunächst sechs Gemeinden im damaligen Kreis Nauen (heute Landkreis Havelland, Brandenburg) zu einer Verwaltungsgemeinschaft zusammengefasst waren. Amtssitz war in der Gemeinde Wustermark. Das Amt Wustermark wurde zu Ende des Jahres 2002 wieder aufgelöst.

## Geographische Lage
Das Amt Wustermark grenzte im Norden an die Ämter Nauen-Land und Brieselang, im Osten an die Stadt Falkensee und die Gemeinde Dallgow-Döberitz, im Süden an das Amt Fahrland und im Westen an das Amt Ketzin. Das Amtsgebiet gehört heute zum Landkreis Havelland. 

## Geschichte
Am 7. September 1992 erteilte der Minister des Innern des Landes Brandenburg seine Zustimmung zur Bildung des Amtes Wustermark. Als Zeitpunkt des Zustandekommens des Amtes wurde der 15. September 1992 festgelegt. Das Amt hatte seinen Sitz in der Gemeinde Wustermark und bestand zunächst aus sechs Gemeinden im damaligen Kreis Nauen:
1. Wernitz
2. Priort
3. Buchow-Karpzow
4. Elstal
5. Hoppenrade
6. Wustermark

Außerdem wurde die Gemeinde Dallgow durch Ministerbeschluss dem Amt Wustermark zugeordnet. Die Zuordnung der Gemeinde Dallgow wurde zum 17. Dezember 1993 widerrufen. Allerdings war die Amtsfreiheit der Gemeinde Dallgow befristet bis zum 17. Dezember 1996. Diese Befristung der Amtsfreiheit wurde zum 17. Dezember 1997 aufgehoben. Zum 27. September 1997 wurde die Gemeinde Wernitz in die Gemeinde Wustermark eingegliedert. Zum 31. Dezember 2002 schlossen sich die Gemeinden Buchow-Karpzow, Elstal, Hoppenrade, Priort und Wustermark zur neuen Gemeinde Wustermark zusammen. Infolge des Zusammenschlusses wurde das Amt Wustermark zum 31. Dezember 2002 aufgelöst und die Gemeinde Wustermark wurde amtsfrei.
| Jahr      | 1992  | 1993 | 1994 | 1995 | 1996 | 1997 | 1998 | 1999 | 2000 | 2001 | 2002 |
| Einwohner | 7151* | 4189 | 4279 | 4330 | 4633 | 5170 | 5480 | 6018 | 6643 | 6967 | 7166 |

(* 1992 einschließlich Dallgow-Döberitz)

## Amtsdirektor
Bis 2002 war Horst Pohl Amtsdirektor. Er wurde vom Amtsausschuss abgewählt. 2002 wurde Bernd Drees zum Amtsdirektor des Amtes Wustermark berufen. Er wurde 2003 zum Bürgermeister der Gemeinde Wustermark gewählt, ein Amt, das er bis 2010 innehatte.

## Belege
1. ↑  Bildung des Amtes Wusterwitz. Bekanntmachung des Ministers des Innern vom 7. September 1992. Amtsblatt für Brandenburg - Gemeinsames Ministerialblatt für das Land Brandenburg, 3. Jahrgang, Nummer 75, 5. Oktober 1992, S. 1867/8.
2. ↑  Aufhebung der Zuordnung der Gemeinde Dallgow zum Amt Wustermark. Bekanntmachung des Ministers des Innern vom 10. Dezember 1993. Amtsblatt für Brandenburg - Gemeinsames Ministerialblatt für das Land Brandenburg, 5. Jahrgang, Nummer 3, 14. Januar 1994, S. 22.
3. ↑  Aufhebung der Befristung der Amtsfreiheit der Gemeinde Dallgow-Döberitz. Bekanntmachung des Ministeriums des Innern vom 4. Dezember 1997. Amtsblatt für Brandenburg - Gemeinsames Ministerialblatt für das Land Brandenburg, 8. Jahrgang, Nummer 52, 30. Dezember 1997, S. 1013.
4. ↑  Eingliederung der Gemeinde Wernitz in die Gemeinde Wustermark. Bekanntmachung des Ministeriums des Innern vom 15. Mai 1998. Amtsblatt für Brandenburg - Gemeinsames Ministerialblatt für das Land Brandenburg, 9. Jahrgang, Nummer 22, 11. Juni 1998, S. 506.
5. ↑  Bildung der neuen Gemeinde Wustermark. Mitteilung des Ministeriums des Innern vom 28. Mai 2002. Amtsblatt für Brandenburg Gemeinsames Ministerialblatt für das Land Brandenburg, 13. Jahrgang, 2002, Nummer 25, Potsdam, 19. Juni 2002, S. 607 PDF
6. ↑  Auflösung des Amtes Wustermark. Mitteilung des Ministeriums des Innern vom 28. Mai 2002. Amtsblatt für Brandenburg Gemeinsames Ministerialblatt für das Land Brandenburg, 13. Jahrgang, 2002, Nummer 25, Potsdam, 19. Juni 2002, S. 607 PDF
7. ↑  Beitrag zur Statistik Landesbetrieb für Datenverarbeitung und Statistik Historisches Gemeindeverzeichnis des Landes Brandenburg 1875 bis 2005 19.5 Landkreis Havelland PDF
8. ↑  Amtsblatt für das Amt Wustermark Amtsangehörige Gemeinden: Buchow-Karpzow, Elstal, Hoppenrade, Priort, Wustermark, Jahrgang 9, Nr. 5 Wustermark, 20. Dezember 2002 PDF